# Евлаховы (дворянский род)
Евлаховы — древний русский дворянский род.
Род внесён в родословную книгу Московской губернии.

## История рода
Василий Павлович Евлахов владел поместьем в Коломенском уезде (1577). Вероятно, его сын Муртоза Васильевич был послан в Московский уезд приводить к вере изменивших крестьян (1608), владел поместьем в Коломенском уезде (1627), потомство его внесено в родословную книгу Московской губернии.
Есип Евлахов владел поместьем в Рязанском уезде (ранее 1594).
Трое представителей рода владели населёнными имениями (1699).

## Известные представители
- Евлаховы: Муртаза Васильевич и Григорий Муртозин — коломенские городовые дворяне (1627—1629).
- Евлаховы: Потап Мартынович, Аким и Трифон Григорьевичи — московские дворяне (1676—1692).
- Евлахов Матвей Акимович — стряпчий (1692), жалован вотчиной в Коломенском уезде (1685)[2][1].